# Santa Isabel de Utinahica
Santa Isabel de Utinahica fue una misión española del siglo XVII situada cerca de la actual localidad de Jacksonville, en el actual Condado de Telfair (Georgia, Estados Unidos). 

## Historia
La región norteña de La Florida española, actual Georgia, fue explorada en 1597 por fray Pedro de Chozas. La expedición la completaban tres españoles y treinta indígenas guales. Recorrió los pueblos o cacicazgos de Tama, Ocute, Talufa, Usatipa, y la confluencia de los ríos Oconee y Ocmulgee donde estaba situado el pueblo indígena de Utinahica, un pueblo Timucua.La misión de Santa Isabel de Utinahica fue fundada en torno a 1610 por un fraile franciscano. La misión fue visitada por Gerónimo de Oré en 1616. Además, constaba como vigente en el censo de las misiones de 1630, aportando dos indígenas para llevar a cabo trabajos en San Agustín en 1636. Ante los ataques y saqueos a las misiones por parte de los indígenas Chiscas and Chichimecos se abandonó la misión entre 1640 y 1650. Sus indígenas se trasladaron al sur, a la misión de San Buenaventura de Guadalquini en la isla St. Simons. La cacique Clara de Utinahica figuaraba en los censos del traslado de la misión de San Buenaventura a su nueva ubicación junto al río San Juan en 1685. 

## Descripción
Su ubicación exacta no ha podido determinarse de manera definitiva. Tras no encontrarse evidencias de la misión en la confluencia de los ríos Oconee y Ocmulgee se considera que su ubicación más probable es en el condado de Telfair. El sitio arqueológico ha sido excavado por el Fernbank Museum of Natural History de Atlanta, en un programa que cuenta con el apoyo del Departamento de Recursos Naturales de Georgia.